# Gunnar Bragi Sveinsson
Gunnar Bragi Sveinsson, né le 9 juin 1968 à Sauðárkrókur, est un homme politique islandais, ministre des Affaires étrangères entre 2013 et 2016 et membre du Parti du progrès.
Fin 2018, il est impliqué dans une affaire qui secoue l'opinion islandaise, l'enregistrement de six députés, dont lui, tenant des propos sexistes dans un bar de Reykjavik.